# Pénitencier fédéral de Pollock
Vous pouvez aider à l'améliorer ou bien discuter des problèmes sur sa page de discussion.
- Il ne cite pas suffisamment ses sources. Vous pouvez indiquer les passages à sourcer avec {{référence nécessaire}} ou {{Référence souhaitée}}, et inclure les références utiles en les liant aux notes de bas de page. (Marqué depuis mai 2024)
- Certaines informations devraient être mieux reliées aux sources mentionnées dans la bibliographie ou les liens externes. Améliorez sa vérifiabilité en les associant par des références. (Marqué depuis mai 2024)

- Archive Wikiwix
- Bing
- Cairn
- DuckDuckGo
- E. Universalis
- Gallica
- Google
- G. Books
- G. News
- G. Scholar
- Persée
- Qwant
- (zh) Baidu
- (ru) Yandex
- (wd) trouver des œuvres sur Wikidata

United States Penitentiary, Pollock
Le pénitencier fédéral de Pollock (en anglais : United States Penitentiary, Pollock ou USP Pollock) est une prison fédérale (en) américaine de haute sécurité pour détenus de sexe masculin. 
Situé à Pollock, à environ 15 milles (24 km) au nord d'Alexandria, dans la paroisse de Grant, en Louisiane, l'établissement fait partie du complexe correctionnel fédéral de Pollock (en) (FCC Pollock) et est géré par le Bureau fédéral des prisons, une division du département de la Justice des États-Unis.
L'établissement dispose également d'un camp de prisonniers satellite adjacent destiné à accueillir les détenus de sexe masculin à sécurité minimale.

## Description
Superficie et capacité
La prison a une superficie de 147 983 m2 pour une capacité maximale de 700 détenus

## Événements notables

### Évasion 2006
Le 5 avril 2006, le meurtrier reconnu coupable Richard Lee McNair s'est échappé de l'USP Pollock.  Les devoirs de McNair en prison comprenaient le travail dans une zone de fabrication, où il réparait de vieux sacs postaux déchirés. Il a occupé ce poste pendant plusieurs mois, au cours desquels il a comploté son évasion. McNair s'est échappé en construisant une « capsule de sauvetage », qui comprenait un tube respiratoire, et en l'enterrant sous une pile de sacs postaux sortants. Vers 9 h 45, le personnel pénitentiaire a placé les sacs postaux sur une palette, l'a transporté dans un entrepôt voisin à l'extérieur de la clôture d'enceinte de la prison et est allé déjeuner. McNair s'est ensuite coupé du pod et s'est échappé à 11h00. Ayant observé les opérations de la prison et les moments où les décomptes de prisonniers étaient effectués, McNair savait que son absence ne serait découverte qu'à 16 heures. Après une chasse à l'homme de plus d'un an , McNair a été capturé au Nouveau-Brunswick, au Canada, par la Gendarmerie royale du Canada le 25 octobre 2007 après avoir été présenté dans l'émission télévisée Americas Most Wanted .  Étant donné que McNair s'était auparavant évadé d'une prison de comté et d'une prison d'État dans le Dakota du Nord en 1987 et 1992, il a été classé comme un risque d'évasion élevé et transféré auPénitencier des États-Unis, Florence ADX , la prison fédérale supermax du Colorado qui détient les détenus nécessitant les contrôles les plus stricts. 

### Homicide
En novembre 2007, le détenu William Anthony Bullock a été poignardé à mort avec un jarret lors d'une altercation avec un autre détenu, identifié comme Shaun Wayne Williams. Williams avait fabriqué la tige à partir d'une partie d'un casier de cellule. Williams, qui purgeait une peine de 96 mois pour être un criminel en possession d'une arme à feu, a été reconnu coupable d' homicide volontaire en 2009 et condamné à 15 ans de prison supplémentaires. 
Le détenu Steven Prater, qui purgeait une peine de 51 mois pour être un criminel en possession d'une arme à feu, a été mortellement blessé lors d'une bagarre avec un autre détenu le 24 juin 2010.  Le 18 janvier 2010, le détenu Carlton Coltrane a été poignardé à mort par un autre détenu. La mère de Coltrane a déclaré au Washington Post que son fils, qui purgeait une peine pour vol de banque , lui avait dit plusieurs jours auparavant qu'il y avait des disputes entre des gangs de détenus de Louisiane et de la région de Washington, DC.  Les meurtres de Prater et Coltrane restent sous enquête

## Détenus notables
- Chimene Onyeri : a réalisé une escroquerie de remboursement d'impôt et a presque assassiné le juge qui l'avait initialement condamné pour cette dernière. Son histoire a été présentée dans un numéro d'American Greed (en) sur CNBC.
- Khalid Aldawsari
- Ricky Mungia
- Dawayne Brun